# Boris Piwensztejn
Boris Abramowicz Piwensztejn, ros. Борис Абрамович Пивенштейн (ur. w 1909 r. w Odessie, zm. 1944, Stutthof) – radziecki pilot wojskowy (podpułkownik), oficer 1 Wschodniej Eskadry Lotniczej, a następnie Wojsk lotniczych Sił Zbrojnych Komitetu Wyzwolenia Narodów Rosji podczas II wojny światowej
Ukończył szkołę zawodową w Odessie, a następnie szkołę lotniczą. Służył w lotnictwie wojskowym Armii Czerwonej na Dalekim Wschodzie. W 1934 r. uczestniczył w akcji ratowniczej załogi parochodu "Czeluskin", dryfującej na krze lodowej na Morzu Czukockim, ale jako jedyny nie otrzymał za to tytułu Bohatera Związku Radzieckiego. Odznaczono go natomiast Orderem Czerwonej Gwiazdy. W 1937 r. brał udział w poszukiwaniach zaginionego samolotu Bohatera Związku Radzieckiego Liewaniewskiego. W momencie ataku wojsk niemieckich na ZSRR 22 czerwca 1941 r. w stopniu podpułkownika dowodził 503 Szturmowym Pułkiem Lotniczym. Następnie został dowódcą eskadry 504 Szturmowego Pułku Lotniczego. Latał na samolocie Ił-2. Według części źródeł w końcu kwietnia 1943 r. został zestrzelony nad Donbasem. Dostał się ranny do niewoli. Według zeznań świadka został stracony w 1944 r. w obozie koncentracyjnym Stutthof.
Jednak po wojnie radzieckie Ministerstwo Bezpieczeństwa Państwa wszczęło przeciwko niemu sprawę karną pod zarzutem, iż dobrowolnie przeleciał na niemiecką stronę frontu. Prowadził agitację antysowiecką w obozach jenieckich dla żołnierzy Armii Czerwonej. Służył w 1 Wschodniej Eskadrze Lotniczej, zaś od końca 1944 r. wojskach lotniczych Sił Zbrojnych Komitetu Wyzwolenia Narodów Rosji. Po zakończeniu wojny zamieszkał w Wiesbaden w amerykańskiej strefie okupacyjnej Niemczech. Wstąpił do Narodowego Związku Pracujących (NTS), pełniąc funkcję sekretarza miejscowego komitetu. W czerwcu 1951 r. wyemigrował do USA. W kwietniu 1952 r. w ZSRR został zaocznie skazany na karę śmierci.
W 2019 r. odkryto nowe źródła, które potwierdzają wersję jego śmierci w Stutthof. Rosyjski historyk Igor Pietrow, który opublikował dokumenty ze Stutthofu dotyczące Piwensztejna, uważa, że pomylono go z Andrejem Piewensztejnem, oficerem Armii Ukraińskiej, który rzeczywiście mieszkał na emigracji.